# Tuxedo Park
Tuxedo Park és una població dels Estats Units a l'estat de Nova York. Segons el cens del 2000 tenia 731 habitants.

## Demografia
Segons el cens del 2000, Tuxedo Park tenia 731 habitants, 291 habitatges, i 215 famílies. La densitat de població era de 105,3 habitants per km².
Dels 291 habitatges en un 29,6% hi vivien nens de menys de 18 anys, en un 63,9% hi vivien parelles casades, en un 8,9% dones solteres, i en un 26,1% no eren unitats familiars. En el 21,6% dels habitatges hi vivien persones soles el 7,9% de les quals corresponia a persones de 65 anys o més que vivien soles. El nombre mitjà de persones vivint en cada habitatge era de 2,51 i el nombre mitjà de persones que vivien en cada família era de 2,88.
Per edats la població es repartia de la següent manera: un 22,2% tenia menys de 18 anys, un 5,1% entre 18 i 24, un 23,3% entre 25 i 44, un 37,3% de 45 a 60 i un 12,2% 65 anys o més.
L'edat mediana era de 45 anys. Per cada 100 dones de 18 o més anys hi havia 94,9 homes.
La renda mediana per habitatge era de 91.820 $ i la renda mediana per família de 102.056 $. Els homes tenien una renda mediana de 70.536 $ mentre que les dones 46.250 $. La renda per capita de la població era de 63.538 $. Entorn de l'1,9% de les famílies i el 4,4% de la població estaven per davall del llindar de pobresa.